# Province de Luis Calvo
Pour les articles homonymes, voir Calvo.
La province de Luis Calvo est une des 10 provinces du département de Chuquisaca, en Bolivie. Son chef-lieu est Villa Vaca Guzmán.